# Seznam sicilských královen

Sicilské království

Seznam sicilských královen zahrnuje manželky králů, počínaje první královnou Elvírou a konče Marií Karolínou.
Prvním králem Království sicilského se v roce 1130 stal Roger II., po nepokojích v roce 1282 za vlády Karla I. z Anjou se území původního Sicilského království rozpadlo na dvě části. Na sicilský trůn usedl aragonský král Petr III. a Karlovi zbylo Neapolské království. Obě království se znovu sjednotila v roce 1816, jako Království obojí Sicílie, za vlády Ferdinanda I., který vládl jako Ferdinand IV. Království neapolskému a jako Ferdinand III. sicilskému.

## Manželky králů zdynastie Hauteville
| Portrét | Jméno             | Dynastie     | Narození – úmrtí | Sňatek         | Královnou od – do    | Manžel     |
| ------- | ----------------- | ------------ | ---------------- | -------------- | -------------------- | ---------- |
|         | Elvíra Kastilská  | Jiménez      | asi 1100–1135    | 1117           | 1130–1135            | Roger II.  |
|         | Sibyla Burgundská | Kapetovci    | 1126–1150        | 1149           | 1149–1150            | Roger II.  |
|         | Beatrix z Rethelu |              | asi 1130–1185    | 1151           | 1151–1154            | Roger II.  |
|         | Markéta Navarrská |              | 1128–1182        | 1150           | 1154–1166            | Vilém I.   |
|         | Jana Anglická     | Plantageneti | 1165–1199        | 13. února 1177 | 1177–1189 korunována | Vilém II.  |
|         | Sibyla z Acerra   |              | 1153–1205        | asi 1174       | 1189–1194            | Tankred I. |
|         | Irena Byzantská   |              | asi 1177/81–1208 | 1193           | 1193–1193            | Roger III. |

## Manželky králů zdynastie Hohenštaufů
| Portrét | Jméno                    | Dynastie       | Narození – úmrtí | Sňatek   | Královnou od – do | Manžel                           |
| ------- | ------------------------ | -------------- | ---------------- | -------- | ----------------- | -------------------------------- |
|         | Konstancie Sicilská      |                | 1154–1198        | 1186     | 1194–1198         | Jindřich I. (císař Jindřich VI.) |
|         | Konstancie Aragonská     |                | 1179–1222        | 1210     | 1210–1222         | Fridrich I. (císař Fridrich II.) |
|         | Jolanda Jeruzalémská     |                | 1212–1228        | 1225     | 1225–1228         | Fridrich I. (císař Fridrich II.) |
|         | Blanka Lancia            |                | asi 1200–1233    | asi 1233 | 1233–1233         | Fridrich I. (císař Fridrich II.) |
|         | Isabela Anglická         | Plantageneti   | 1214–1241        | 1235     | 1235–1241         | Fridrich I. (císař Fridrich II.) |
|         | Alžběta Bavorská         | Wittelsbachové | asi 1227–1273    | 1246     | 1250–1254         | Konrád (německý král Konrád IV.) |
|         | Helena Angelina Doukaina |                | asi 1242–1271    | 1257     | 1258–1266         | Manfréd                          |

## Manželky králů zdynastie Kapetovců - větev z Anjou
| Portrét | Jméno                | Dynastie | Narození – úmrtí | Sňatek | Královnou od – do | Manžel   |
| ------- | -------------------- | -------- | ---------------- | ------ | ----------------- | -------- |
|         | Beatrix Provensálská |          | 1234–1267        | 1246   | 1266–1267         | Karel I. |
|         | Markéta Burgundská   |          | 1250–1308        | 1268   | 1268–1282         | Karel I. |

## Manželky králů vládnoucíchAragonsku
| Portrét | Jméno                | Dynastie      | Narození – úmrtí | Sňatek           | Královnou od – do | Manžel              |
| ------- | -------------------- | ------------- | ---------------- | ---------------- | ----------------- | ------------------- |
|         | Konstancie Sicilská  | Hohenštaufové | 1249–1302        | 13. června 1262  | 1282–1285         | Petr I.             |
|         | Isabela Kastilská    |               | 1283–1328        | 1. prosince 1291 | 1291–1295         | Jakub I.            |
|         | Blanka z Anjou       | Anjouovci     | 1280–1310        | 29. října 1295   | 1295–1296         | Jakub I.            |
|         | Eleonora z Anjou     | Anjouovci     | 1289–1341        | 17. května 1302  | 1302–1337         | Fridrich II.        |
|         | Alžběta Korutanská   |               | 1298 – po 1347   | 23. dubna 1322   | 1337–1342         | Petr II.            |
|         | Konstancie Aragonská |               | 1343–1363        | 11. dubna 1361   | 1361–1363         | Fridrich III.       |
|         | Antonie z Balza      |               | asi 1355–1374    | 17. ledna 1372   | 1372–1374         | Fridrich III.       |
|         | Marie Sicilská       |               | asi 1362–1402    | 1390             | 1377–1402         | Fridrich III.       |
|         | Blanka Navarrská     |               | 1385–1441        | 21. května 1402  | 1402–1409         | Martin I. Mladý     |
|         | Markéta z Prades     |               | 1387/1388- 1429  | 17. září 1409    | 1409–1410         | Martin II. Soucitný |

## Manželky králů zrodu Trastámarů
| Portrét | Jméno                   | Dynastie     | Narození – úmrtí | Sňatek         | Královnou od – do | Manžel                   |
| ------- | ----------------------- | ------------ | ---------------- | -------------- | ----------------- | ------------------------ |
|         | Eleonora z Alburquerque | Burgundští   | 1374–1435        | 1394           | 1412–1416         | Ferdinand I. Spravedlivý |
|         | Marie Kastilská         | Trastámarové | 1401–1458        | 12. října 1415 | 1416–1458         | Alfons I. Velkodušný     |
|         | Jana Enríquezová        |              | 1425–1468        | 1447           | 1458–1468         | Jan I.                   |
|         | Isabela Kastilská       | Trastámarové | 1451–1504        | 19. října 1469 | 1479–1504         | Ferdinand II. Katolický  |
|         | Germaine z Foix         |              | 1488–1538        | 1505           | 1505–1516         | Ferdinand II. Katolický  |

## Manželky králů zHabsburské dynastie
| Portrét | Jméno                 | Dynastie         | Narození – úmrtí | Sňatek             | Královnou od – do | Manžel                     |
| ------- | --------------------- | ---------------- | ---------------- | ------------------ | ----------------- | -------------------------- |
|         | Isabela Portugalská   | Avizové          | 1503–1539        | 10. března 1526    | 1526–1539         | Karel II. (císař Karel V.) |
|         | Marie Tudorovna       | Tudorovci        | 1516–1558        | 25. července 1554  | 1556–1558         | Filip I.                   |
|         | Alžběta z Valois      | Valois-Angoulême | 1545–1568        | 1559               | 1559–1568         | Filip I.                   |
|         | Anna Habsburská       | Habsburkové      | 1549–1580        | 4. května 1570     | 1570–1580         | Filip I.                   |
|         | Markéta Štýrská       | Habsburkové      | 1584–1611        | 18. dubna 1599     | 1598–1611         | Filip II.                  |
|         | Izabela Bourbonská    | Bourboni         | 1602–1644        | 25. listopadu 1615 | 1621–1644         | Filip III.                 |
|         | Marie Anna Habsburská | Habsburkové      | 1634–1696        | 8. listopadu 1649  | 1649–1665         | Filip III.                 |
|         | Marie Luisa Orleánská | Orléanští        | 1662–1689        | 19. listopadu 1679 | 1679–1689         | Karel III.                 |
|         | Marie Anna Neuburská  | Wittelsbachové   | 1667–1740        | 4. května 1690     | 1690–1700         | Karel III.                 |

## Manželky králů zDynastie bourbonské
| Portrét | Jméno                | Dynastie | Narození – úmrtí | Sňatek           | Královnou od – do | Manžel    |
| ------- | -------------------- | -------- | ---------------- | ---------------- | ----------------- | --------- |
|         | Marie Luisa Savojská | Savojští | 1688–1714        | 2. listopad 1701 | 1700–1713         | Filip IV. |

## Manželky králů zrodu Savojských
| Portrét | Jméno                | Dynastie        | Narození – úmrtí | Sňatek         | Královnou od – do | Manžel             |
| ------- | -------------------- | --------------- | ---------------- | -------------- | ----------------- | ------------------ |
|         | Anna Marie Orleánská | Bourbon-Orléans | 1669–1728        | 10. dubna 1684 | 1713–1720         | Viktor Amadeus II. |

## Manželky králů zDynastie habsburské
| Portrét | Jméno                                       | Dynastie | Narození – úmrtí | Sňatek        | Královnou od – do | Manžel                      |
| ------- | ------------------------------------------- | -------- | ---------------- | ------------- | ----------------- | --------------------------- |
|         | Alžběta Kristýna Brunšvicko-Wolfenbüttelská | Welfové  | 1691–1750        | 1. srpna 1708 | 1720–1734         | Karel IV. (císař Karel VI.) |

## Manželky králů zDynastie bourbonské
| Portrét | Jméno                               | Dynastie             | Narození – úmrtí | Sňatek          | Královnou od – do | Manžel         |
| ------- | ----------------------------------- | -------------------- | ---------------- | --------------- | ----------------- | -------------- |
|         | Marie Amálie Saská                  | Wettinové            | 1724–1760        | 1738            | 1738–1759         | Karel V.       |
|         | Marie Karolína Habsbursko-Lotrinská | Habsbursko-Lotrinští | 1752–1814        | 12. května 1768 | 1768–1814         | Ferdinand III. |